# Близанци (Кратово)
Близанци (мкд. Близанци) су насеље у Северној Македонији, у северном делу државе. Близанци су у оквиру општине Кратово.

## Географија
Близанци су смештени у северном делу Северне Македоније. Од најближег града, Куманова, село је удаљено 65 km источно.
Село Близанци се налази у историјској области Осогово. Насеље је положено високо, на западним висовима Осоговских планина, на приближно 1.100 метара надморске висине.
Месна клима је планинска због знатне надморске висине.

## Становништво
Близанци су према последњем попису из 2002. године имали 6 становника. Од тога огромну већину чине етнички Македонци.
Претежна вероисповест месног становништва је православље.